# 白崖乡
白崖乡，是中华人民共和国宁夏回族自治区固原市西吉县下辖的一个乡镇级行政单位。主要种植小麦、马铃薯、油料(胡麻)，也种植一些小秋杂粮及豌豆。

## 沿革
原分属海原、固原两县，1942年划入西吉县为白崖乡，1949年设白崖区，1958年改白崖公社，1983年改乡。

## 行政区划
白崖乡下辖以下地区：
白崖村、阳洼村、旧堡村、泉沟垴村、库坊沟村、小坡村、半子沟村、红套村、余套村、西沟村、黑窑洞村、白家庄村、窑儿湾村、斜路洼村和鹞子川村。